# Placca di Nazca

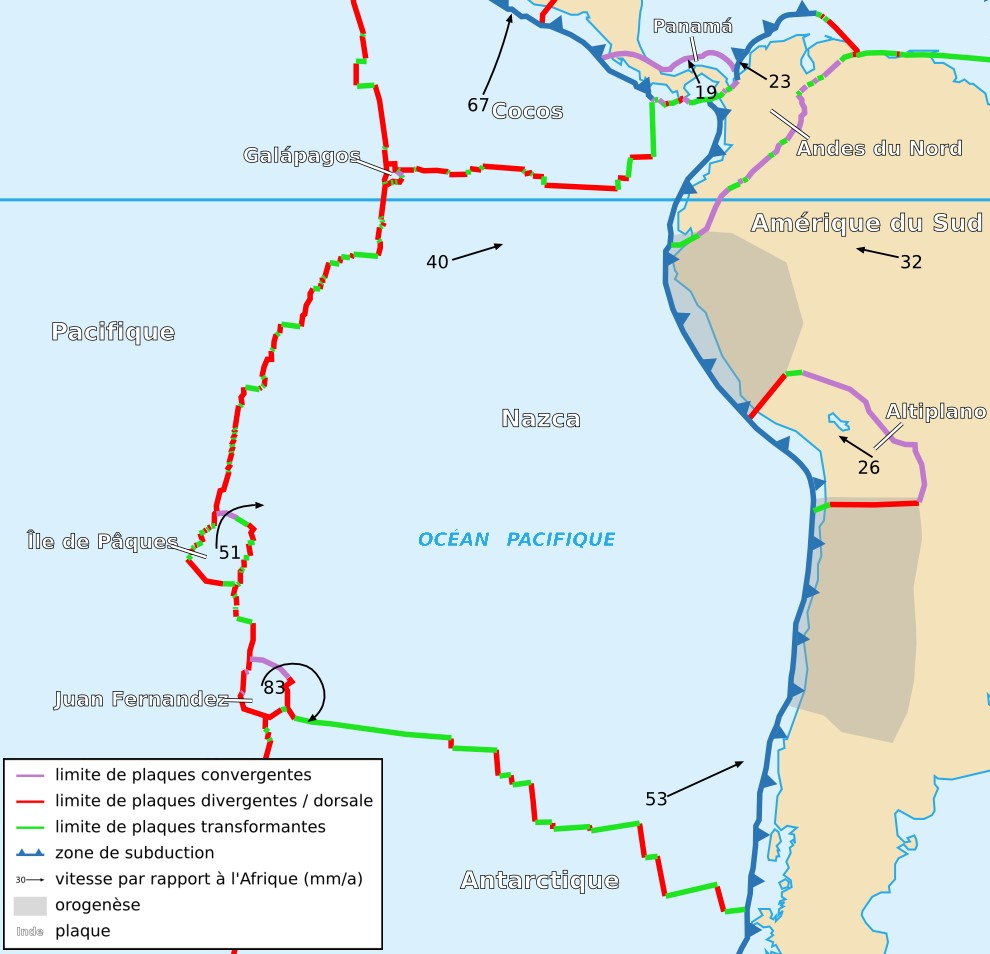
Carta della placca di Nazca

La placca di Nazca è una porzione di litosfera oceanica del pianeta Terra, avente una superficie di 0,396 69 sr. A questa placca si associano comunemente le microplacche dell'Isola di Pasqua, delle Galápagos e Juan Fernández.
Prende il nome dalla provincia peruviana omonima; copre parte dell'area sud est dell'oceano Pacifico. Questa placca è in contatto con la placca del pacifico, la placca antartica, la placca sudamericana, la placca Altiplano, la placca delle Ande del Nord e la placca di Panama. Forma per subduzione la fossa di Atacama lungo il margine sudamericano, e per stiramento la dorsale del Pacifico orientale e la dorsale del Cile.
Lo spostamento della placca avviene verso nord est a una velocità media annua di 7,55 centimetri e con una rotazione di 1,35 gradi per milione di anni.